# Creagrutus maxillaris
Creagrutus maxillaris är en fiskart som först beskrevs av Myers 1927.  Creagrutus maxillaris ingår i släktet Creagrutus och familjen Characidae. Inga underarter finns listade i Catalogue of Life.